# 春鬥
春鬥（日语：／ shuntō）是指日本每年春季約2月左右所舉行，主要為了提高薪資與改善工作條件而發動的勞工運動。也稱為「春季薪資談判」、「春季生活鬥爭」、「春季鬥爭」、「春季集體協商」。
起初是由自行車、電子元件（電子機械）或鋼鐵等的大型製造業所屬各公司的工會（屬金屬勞協）為了鞏固當年勞工的工作條件的前進，在協商時引起了導火線。
之後，因為鐵道、電力公司等非製造業者也介入協商，結束了所謂的大企業公司的春季鬥爭。然後中小企業大約在三月中的時候，舉行了勞工條件的改善與協商，結束了當年的春季鬥爭。而且，公務員等也有春季鬥爭。
但是，近年來以青年為中心參與公共事務的聲勢正在高漲。並且，非正式員工無法參加製造業等的工會活動，使得工會會員人數減少變成了嚴重的問題。
在台灣則衍生成為「秋鬥」從1992年起每年舉辦，一般在每年11月12日舉行。2005年至2008年，秋鬥停辦。2009年11月22日，秋鬥恢復每年舉辦，並加入許多弱勢團體。

## 春鬥的組織
- 日本勞動組合總連合會、中央闘争委員会或者是中央執行委員会。
- 全國勞動組合總連合會、国民春闘共闘委員会。

### 歷史
- 1954年，在五個產業工會（礦油工會、民營鐵路總工會、合化工會、電子工業工會、造紙工會）設立了聯合鬥爭委員會。
- 1955年，而後增加了全國金屬、化學同盟會、電子工業工會此三個工會，組成了「8個產業工會的聯合鬥爭委員會」。

## 春鬥提高薪資水準
每年的春鬥會依春季鬥爭的結果來提高薪資水準，由各企業公司的經營者及勞工工會之間透過協商達成提高平均薪資水準的協議。在春季鬥爭當中，通常由厚生勞動省所發布的「春季民間主要企業增加工資的要求・協議狀況」，此被採用來提高薪資水準的數值。除了這個以外，也利用日本經濟團體聯合會所發表的「春季集體協商・大企業公司業務種類協商結果」或「春季集體協商・中小企業業務種類回答總覽」作為快訊。
雇用者的薪水不只有基本薪資而已，連額外津貼(所謂的加班費)或獎金也大大的被影響。隨著景氣的動向，額外的加班時間也有很大的變化，而且近年來，採用依照業績來更動獎金發放的企業也持續增加中。
大部份的日本企業都會接受春季鬥爭的結果，並以年度為單位來具體實施項目，基本薪資(所謂的基本工資)的修訂，額外津貼或金獎的計算也會因為基本薪資的基礎計算而有所變化，因此提高薪資水準對於各年度的薪資變動來很大的影響。提高薪資水準，也被利用來預測當年度的雇主所得，或是物價上漲帶給勞工成本等的影響。
近年，採取年薪與紅利的浮動薪資制的企業增加，原本個營業員的薪水是依照年功序列的年資進而減少個人差距的薪資體系，現在因為對應個人業績造成薪資的差距有擴大的情況，跟過去相比，春鬥提高薪資比率作為全日本勞工所得的指標參考性質低下了許多。比起提高月額千萬左右的基本工資，企業更應該禁止免費加班的訴求。

## 國民春鬥聯合委員會

### 2007年
- 國民春鬥委員會為了解決貧困和減少不均等待遇，於1月18日宣布勞動法制改壞進行包圍厚生勞動省及日本經濟團體聯合會的行動，全日本金屬產業勞工協會(金屬勞協：主要製造自行車或電子等的產業的5個產業工會)也於同一天在靜岡縣熱海市招開2007年鬥爭中央教育講座。

- 電機勞工聯合工會，於1月25日在中央委員會決定2007年的春鬥方針，要求每月薪資調整2000日幣以上。

- 全國勞工會及國民春鬥共鬥委員會於2月21日，在全國實施地區總動員。